# 高嶋ひでたけのオールナイトニッポン
『高嶋ひでたけのオールナイトニッポン』（たかしまひでたけのオールナイトニッポン）とは、ニッポン放送の元アナウンサーで1989年からフリーアナウンサーとなった高嶋秀武が担当するニッポン放送の深夜番組オールナイトニッポンの関連番組である。

## 高嶋秀武のオールナイトニッポン

### 番組概要
主に『ニッポン放送ショウアップナイター』などのスポーツアナウンサーで活動していた高嶋だが、1969年1月に今仁哲夫の後任として『オールナイトニッポン』2代目パーソナリティ第2号として抜擢され、木曜の担当となる。ただし、当時はスポーツ部での活動も並行していたため、4月のナイターシーズンになると担当を外れ、亀淵昭信が代役を担当していた。1970年3月にいったん降板し天井邦夫と交代。
1970年10月、高岡尞一郎の後任として水曜担当として番組に復帰。半年後の1971年4月には天井と枠交換して木曜担当となり、1972年1月まで担当した。高嶋に〝ヒデ坊〟の愛称がついたのはこのころである。また、当時は本名で活動していたため、『高嶋秀武のオールナイトニッポン』として放送していた。
当時、本番組では他曜日のDJをプロレスラーに見立てて対戦させる『オールナイトプロレス』の企画が行われており、これは高嶋自ら出した企画であった。リングネームは糸居五郎が「GOGOゴロー」、今仁哲夫が「ストロング・ピッカリ哲」といった具合に登場し、対戦させて実況風のアナウンスを付けていた。そして当時発行されていたオールナイトニッポンの小雑誌『ビバヤング』の中でも、当時のDJみんながそのプロレスラーの格好で掲載されていた（高嶋本人の談）。
なお、その後、高嶋はバラエティ部へと移り、『大入りダイヤルまだ宵の口』などを担当することとなる。

## 高嶋ひでたけのオールナイトニッポン
オールナイトニッポン放送開始から45周年が経った、2013年2月22日22:00 - 2013年2月24日22:00に『たけし みゆき 千春も登場! 伝説のパーソナリティが今を語る オールナイトニッポン45時間スペシャル』の中で2月24日の5:00-7:00の2時間を高嶋が担当した。当時この時間帯は高嶋の後輩であるくり万太郎が担当していることもあり、一部のミニコーナーは2人が担当した。

## 高嶋ひでたけのオールナイトニッポン月イチ
『高嶋ひでたけのオールナイトニッポン月イチ』（たかしまひでたけのオールナイトニッポンつきイチ）は、ニッポン放送で2019年4月15日から毎月1回月曜3時 - 5時（日曜深夜）に放送されるオールナイトニッポン関連番組である。

### 概要
2018年3月、長らく担当してきた『高嶋ひでたけのあさラジ!』が終了し、一旦ニッポン放送での番組の担当は途切れるものの、2018年10月に『高嶋ひでたけと里崎智也 サタデーバッテリートーク』でレギュラー出演を再開した。その番組の最終回において、この番組を担当することが発表された。高嶋は1972年1月にオールナイトニッポンの担当から外れて以来、47年ぶりにオールナイトニッポンに復帰することとなり、担当するにあたって「およそ50年ぶりにオールナイトニッポンを担当することになって、浦島太郎になった気分ですが、やはりオールナイトニッポンとなるとやる気がみなぎります。是非聴いてください。」とコメントした。
また、『オールナイトニッポン月イチ』シリーズは『中島みゆきのオールナイトニッポン月イチ』に次いで2例目。ただし、ネット局はなく、関東ローカルで放送。奇数月は事前収録での放送で、偶数月は生放送。
2019年10月から土曜夕方に放送される『やじうまサタデー よっ!たかしま屋!』というワイド番組に高嶋ひでたけがパーソナリティとして起用されることになっているが、2019年10月以降も『高嶋ひでたけのオールナイトニッポン月イチ』の放送は続くことになった。
生放送時は番組エンディングにて、後続番組である『上柳昌彦 あさぼらけ』担当の上柳昌彦とクロストークを行う。

### 放送日
ニッポン放送では月曜の未明の1:30から早朝5:00(日曜の深夜25:30から29:00)まで放送設備のメンテナンスを毎週行うため、原則放送休止（試験電波によるテストトーンか音楽、ないしは停波）とするが、例外的に月一回の月曜未明の時間帯は前座時間の特別番組枠を含めて終夜放送になる。以下に記載の日付は暦日上の前日の日付。
| ＼     | 01月            | 02月            | 03月            | 04月            | 05月            | 06月            | 07月            | 08月                    | 09月                    | 10月            | 11月            | 12月            |
| ------ | --------------- | --------------- | --------------- | --------------- | --------------- | --------------- | --------------- | ----------------------- | ----------------------- | --------------- | --------------- | --------------- |
| 2019年 |                 |                 |                 | 第01回 04月15日 | 第02回 05月13日 | 第03回 06月10日 | 第04回 07月08日 | 第05回 08月26日         | 第06回 09月23日         | 第07回 10月07日 | 第08回 11月04日 | 第09回 12月09日 |
| 2020年 | 第10回 01月06日 | 第11回 02月17日 | 第12回 03月02日 | 第13回 04月20日 | 第14回 06月01日 | 第15回 06月08日 | 第16回 07月13日 | 第17回 08月17日         | 第18回 09月07日         | 第19回 10月19日 | 第20回 11月09日 | 第21回 12月14日 |
| 2021年 | 第22回 01月04日 | 第23回 02月15日 | 第24回 03月22日 | 第25回 04月19日 | 第26回 05月24日 | 第27回 06月14日 | 第28回 07月11日 | 第29回 08月16日         | 第30回 09月06日         | 第31回 10月18日 | 第32回 11月08日 | 第33回 12月13日 |
| 2022年 | 第34回 01月24日 | 第35回 02月14日 | 第36回 03月21日 | 第37回 04月17日 | 第38回 05月23日 | 第39回 06月12日 | 第40回 07月17日 | 第41回 08月28日         | 第42回 09月18日         | 第43回 10月16日 | 第44回 11月06日 | 第45回 12月18日 |
| 2023年 | 第46回 01月22日 | 第47回 02月12日 | 第48回 03月19日 | 第49回 04月16日 | 第50回 05月07日 | 第51回 06月11日 | 第52回 07月16日 | 第53回 08月27日         | 第54回 09月17日         | 第55回 10月15日 | 第56回 11月05日 | 第57回 12月10日 |
| 2024年 | 第58回 01月28日 | 第59回 02月11日 | 第60回 03月17日 | 第61回 04月14日 | 第62回 05月05日 | 第63回 06月09日 | 第64回 07月21日 | 第65回 08月25日         | 第66回 09月15日         | 第67回 10月15日 | 第68回 11月17日 | 第69回 12月08日 |
| 2025年 | 第70回 01月12日 | 第71回 02月02日 | 第72回 03月16日 | 第73回 04月20日 | 第74回 05月04日 | 第75回 06月08日 | 第76回 07月20日 | 第77回 08月24日（予定） | 第78回 09月21日（予定） |                 |                 |                 |

### ひでたけの不思議な交友録・ゲスト
（深夜 28時台～　）
- 2019年
  - 04月15日（第01回）：窪山哲雄（PGHエンタープライズ株式会社代表取締役社長）
  - 05月13日（第02回）：渡邉光男（テレビプロデューサー）
  - 06月10日（第03回）：佐藤優（作家、元外務省主任分析官）
  - 07月08日（第04回）：赤津功一（日本ペット用品工業会会長）
  - 08月26日（第05回）：みほとけ（お笑い芸人）
  - 09月23日（第06回）：永山久夫（食文化史研究家）
  - 10月07日（第07回）：浅野嘉久（医学博士、生化学・栄養学者）
  - 11月04日（第08回）：下角陽子（相撲ジャーナリスト）
  - 12月09日（第09回）：宮本史利（ソプラノ歌手）
- 2020年
  - 01月06日（第10回）：藤木幸夫（藤木企業株式会社会長、横浜港運協会会長、横浜エフエム放送社長）
  - 02月17日（第11回）：小谷野俊哉（日刊スポーツ文化社会部記者）
  - 03月02日（第12回）：若松節朗（ドラマ演出家・映画監督）
  - 04月20日（第13回）：金田一秀穂（言語学者、杏林大学外国語学部教授）
  - 06月01日（第14回）：浅野嘉久
  - 06月08日（第15回）：ダニエル・カール（山形弁研究家・タレント）
  - 07月13日（第16回）：水前寺清子（歌手、女優）
  - 08月17日（第17回）：林家三平 (2代目)（落語家）
  - 09月07日（第18回）：大崎善生（作家・元『将棋世界』編集長）
  - 10月19日（第19回）：タブレット純（漫談家）
  - 11月09日・12月13日（第20・21回）：佐藤優
- 2021年
  - 01月03日（第22回）：本木克英（映画監督）
  - 02月15日（第23回）：里崎智也（野球解説者）
  - 03月22日（第24回）：下角陽子
  - 04月18日（第25回）：安倍昌彦 (スポーツジャーナリスト、流しのブルペンキャッチャー)
  - 05月23日（第26回）：佐藤優
  - 06月13日（第27回）：松野晋太郎（市川フォレストクリニック院長）
  - 07月11日（第28回）：AKI猪瀬（スポーツジャーナリスト、野球評論家）
  - 08月15日（第29回）：乾正人 (新聞記者、産経新聞論説委員長)
  - 09月05日（第30回）：松浪健四郎（日本体育大学理事長）
  - 10月17日（第31回）：佐藤優
  - 11月08日（第32回）：渡邉光男・本郷純二（元番組プロデューサー）
  - 12月13日（第33回）：佐藤優
- 2022年
  - 01月24日（第34回）：吉田修一（神奈川県トラック協会会長）
  - 02月13日（第35回）：真田ナオキ（演歌歌手）
  - 03月20日（第36回）：松本秀夫（アナウンサー）
  - 04月17日（第37回）：朝妻一郎（フジパシフィックミュージック会長）
  - 05月23日・6月12日（第38・39回）：佐藤優
  - 07月17日（第40回）：鈴木哲夫（政治ジャーナリスト）
  - 08月28日（第41回）：宮田統樹（アナウンサー）
  - 09月18日（第42回）：斉藤安弘（アナウンサー）
  - 10月16日（第43回）：松本秀夫（アナウンサー）
  - 11月06日（第44回）：上柳昌彦・松本秀夫（アナウンサー）
  - 12月18日（第45回）：佐藤優
- 2023年
  - 01月22日（第46回）：小西マサテル（放送作家）
  - 02月12日（第47回）：なし
  - 03月19日（第48回）：胡口和雄（アナウンサー）
  - 04月16日（第49回）：なし
  - 05月07日（第50回）：上柳昌彦・松本秀夫（アナウンサー）
  - 06月11日・7月16日（第51・52回）：なし
  - 08月27日（第53回）：寺谷弘壬（青山学院大学名誉教授）
  - 09月17日・10月15日（第54・55回）：なし
  - 11月05日・12月10日（第56・57回）：佐藤優
- 2024年
  - 01月28日（第58回）：佐藤優
  - 02月11日（第59回）：花園直道（舞踏家・歌手）
  - 03月17日（第60回）：なし
  - 04月14日（第61回）：洗川雄司（アナウンサー）
  - 05月05日（第62回）：渡邉光男
  - 06月09日・7月21日・8月25日（第63 - 65回）：なし
  - 09月15日（第66回）：新田和長（音楽プロデューサー）
  - 10月15日（第67回）：なし
  - 11月17日（第68回）：佐藤優
  - 12月08日（第69回）：AKI猪瀬
- 2025年
  - 01月12日（第70回）：なし
  - 02月02日（第71回）：佐藤優
  - 03月16日（第72回）：山川静夫（アナウンサー）
  - 04月20日・5月4日（第73・74回）：なし